# Lissocephala nigroscutellata
Lissocephala nigroscutellata är en tvåvingeart som beskrevs av Tsacas 1981. Lissocephala nigroscutellata ingår i släktet Lissocephala och familjen daggflugor.
Artens utbredningsområde är Elfenbenskusten. Inga underarter finns listade i Catalogue of Life.